# تقييم التمكين
تقييم التمكين (إِي إِي) هو نهج تقييم مصمم لمساعدة المجتمعات على تقييم ومتابعة أدائها. يُستخدم في المبادرات المجتمعية الشاملة، وفي السياقات على نطاق صغير، وهو مصمم لمساعدة المجموعات على تحقيق أهدافها. وفقًا لديفيد فيتيرمان: «تقييم التمكين هو استخدام مفاهيم التقييم، والتقنيات، والنتائج لتعزيز التطوير، وتقرير المصير». وحسب التعريف الموسع: «تقييم التمكين هو نهج تقييم يهدف إلى زيادة احتمال أن تحقق البرامج نتائج، من خلال زيادة قدرة أصحاب المصلحة في البرنامج، على تخطيط، وتنفيذ، وتقييم برامجهم الخاصة».

## الإطار
استُخدم تقييم التمكين في برامج تتراوح ما بين خمسة عشر مليون دولار، من جهود شركة هيوليت-باكارد للأعمال الخيرية، إلى الاعتماد في التعليم العالي، ومن مشروع مارس «مارس روفر» التابع لمختبر الدفع النفثي في وكالة ناسا، إلى مآوي النساء اللائي يتعرضن للضرب. استُخدم تقييم التمكين من قبل الحكومة، والمؤسسات، والشركات، والشركات غير الربحية، والمحميّات الأمريكية الأصلية.
هي ظاهرة عالمية، بمشاريع وورشات عمل حول العالم، بما في ذلك أستراليا، والبرازيل، وكندا، وإثيوبيا، وفنلندا، وإسرائيل، واليابان، والمكسيك، ونيبال، ونيوزيلندا، وجنوب إفريقيا، وإسبانيا، وتايلاند، والمملكة المتحدة، والولايات المتحدة. تشمل عينة من الرعاة والعملاء: برامج كيسي الأسرية، ومراكز مكافحة الأمراض واتقائها، وخدمات الأسرة والأطفال، وأمانة الصحة (هيلث ترست)، ومؤسسة نايت، وبوينتر، وجامعة ستانفورد، وولاية أركنساس، ومنظمة اليونيسف، ومتطوعو أمريكا.

## التاريخ والمنشورات
قدّم ديفيد فيتيرمان تقييم التمكين في عام 1993، خلال خطابه الرئاسي في الاجتماع السنوي للجمعية الأمريكية للتقييم.
استُقبل هذا النهج في البداية بترحيب جيد من قبل بعض الباحثين الذين علقوا على العلاقة التكميلية بين تقييم التمكين وسيكولوجية المجتمع، والعمل المجتمعي، وتنمية المجتمع، وتعليم الكبار. وسلطوا الضوء على عكسها للتعريفات التقليدية للتقييم، ونقل السلطات من المقيِّم إلى طاقم برنامج ومشاركين. أشار المؤيدون الأوائل إيجابيًا، إلى التركيز على العدالة الاجتماعية وتقرير المصير. قارن أحد الزملاء كتابات النهج مع الأطروحات الـ 95 الخاصة بمارتن لوثر.
قَدم أول كتاب لتقييم التمكين «تقييم التمكين: المعرفة وأدوات تقييم الذات والمساءلة»، مقدمة للجانب النظري والممارسة. وسلط الضوء على إطار الـ(إِي إِي)، بدءًا من استخدامه في حركة إصلاح التعليم الوطنية، إلى إقرارها من قبل مدير التقييم في مؤسسة دبليو كي كيلوغ. قدّم الكتاب أمثلة في سياقات مختلفة، بما في ذلك: الحكومة الفيدرالية، وحكومة الولاية، والحكومة المحلية، والوقاية من فيروس نقص المناعة البشرية، والمبادرات الصحية ذات الصلة، والمجتمعات الأمريكية الأفريقية، ومآوي النساء اللائي يتعرضن للضرب. قدم هذا المجلد الأول مختلف الأطر النظرية والفلسفية، وأدوات ورشة العمل والمساعدة التقنية.
وكان كتاب الـ(إِي إِي) الثاني هو «مؤسسات تقييم التمكين»، إذ قدم الكتاب خطوات وحالات. وسلط الضوء على دور الإنترنت لتسهيل ونشر هذا النهج.
كان الكتاب الثالث بعنوان «مبادئ تقييم التمكين في الممارسة». وأكد على المزيد من الوضوح المفاهيمي، من خلال وضع مبادئ أساسية واضحة لتقييم التمكين، تمتد من التطوير والإدماج، إلى بناء القدرات والعدالة الاجتماعية. أبرزت بالإضافة إلى ذلك، التزامها بالمساءلة والمحصلات، من خلال توضيحها كمبدأ صريح، وتقديم أمثلة لمحصلات حقيقية. تشمل الحالات الموصوفة الإصلاح التعليمي، وبرامج تنمية الشباب، وبرامج الوقاية من إساءة معاملة الأطفال.

## النظريات
النظريات الأساسية التي توجه تقييم التمكين هي استخدام العملية، ونظريات الاستخدام والعمل.
يمثل استخدام العملية الجزء الأكبر من الحجة أو الأساس المنطقي الذي يقوم عليه الـ(إِي إِي) عمليًا، لأنه يعزز الملكية من خلال وضع النهج في أيدي المجتمع والموظفين. توضح محاذاة نظريات الاستخدام والعمل، كيف يساعد تقييم التمكين الناس على تحقيق النتائج المرجوة.ر

## استخدام العملية
صُمم تقييم التمكين ليستخدمه الأشخاص. إنه يضع التقييم في أيدي المجتمع وأعضاء الطاقم. كلما زاد انخراط الناس في إجراء تقييماتهم الخاصة، زاد احتمال إيمانهم بها، لأن نتائج التقييم ملكهم. والنتيجة ثانوية لهذه التجربة، فهي تعلمهم التفكير بربحية. ويزيد احتمال اتخاذهم القرارات والإجراءات بناء على بيانات التقييم الخاصة بهم. هذه الطريقة في التفكير هي جوهر عملية الاستخدام.

## المبادئ
يُوجّه تقييم التمكين بواسطة عشر مبادئ، تساعد المقيّمين وأعضاء المجتمع على مواءمة القرارات مع الغاية الأكبر، أو الأهداف المرتبطة ببناء القدرات وتقرير المصير.
1. إنماء – مساعدة الناس على تطوير أداء البرنامج.
2. الملكية المجتمعية - تقدير وتيسير سيطرة المجتمع.
3. الدمج - دعوة للانخراط والمشاركة والتنوع.
4. المشاركة الديمقراطية - المشاركة المفتوحة وصنع القرار العادل.
5. العدالة الاجتماعية - التصدي للتفاوت الاجتماعي في المجتمع.
6. المعرفة المجتمعية - احترام وتقدير المعرفة المجتمعية.
7. الاستراتيجيات المبنية على الأدلة - احترام واستخدام المعرفة المجتمعية والعلمية.
8. بناء القدرات - تعزيز قدرة أصحاب المصلحة على تقييم وتطوير التخطيط والتنفيذ.
9. التعلم المؤسسي - تطبيق البيانات لتقييم وتنفيذ الممارسات، والإبلاغ عن صنع القرارات.
10. المُساءلة - التأكيد على المحصلات والمساءلة.

## المفاهيم
تشمل المفاهيم الأساسية: الأصدقاء الناقدين، وثقافات الأدلة، وحلقات الانعكاس والعمل، ومجتمعات المتعلمين، والممارسين التأمليين. يكون الصديق الناقد، على سبيل المثال، مقيّمًا يقدم ملاحظات بناءة. فهي تساعد على ضمان بقاء التقييم منظمًا وصارمًا وصادقًا.

## الخطوات
يتضمن منهج الـ(إِي إِي) المكون من ثلاث خطوات:
1. تأسيس مهمتهم.
2. مراجعة وضعهم الحالي.
3. وخطة للمستقبل.

وهذا النهج شائع جزئيًا بسبب بساطته وفعاليته وشفافيته.
أما النهج الثاني فهو مكون من 10 خطوات للوصول إلى النتائج (جي تي أو). يساعد (جي تي أو) المشاركين في الإجابة على 10 أسئلة باستخدام الأدبيات والأساليب والأدوات ذات الصلة. ومواضيع المساءلة والأدب العشرة التي ينبغي معالجتها هي:
1. ما هي الاحتياجات والموارد؟ (تقييم الاحتياجات، وتقييم الموارد).
2. ما هي الأهداف، والسكان المستهدفين، والنتائج المرجوة؟ (تحديد الأهداف).
3. كيف يشمل التدخل معرفة العلوم، والممارسات الأفضل في هذا المجال؟ (العلوم وأفضل الممارسات).
4. كيف يتناسب التدخل مع البرامج الحالية؟ (التعاون، الكفاءة الثقافية).
5. ما هي القدرات التي تحتاجها لتنفيذ برنامج الجودة؟ (بناء القدرات).
6. كيف سيُنفّذ هذا التدخل؟ (التخطيط).
7. كيف ستُقَيَّم جودة التنفيذ؟ (تقييم العملية).
8. ما مدى نجاح التدخل؟ (تقييم التأثير، والنتائج).
9. كيف ستُدمج استراتيجيات تحسين الجودة؟ (إدارة الجودة الشاملة، والتحسين المستمر للجودة).
10. إذا كان التدخل (أو كانت مكوناته) ناجحة، فكيف سيُحتفظ بهذا التدخل؟ (الاستدامة، وإضفاء الطابع المؤسسي).

يتناول الدليل مع أوراق العمل، كيفية الإجابة على الأسئلة. في حين استُخدم جي تي أولا في الوقاية من تعاطي المخدرات، طُوّر «جي تي أو» للوقاية من الشرب تحت السن القانونية. وتشجيع تنمية الشباب الإيجابية. العديد من الكتب قابلة للتحميل. ويمكن للـ(إِي إِي) استخدام صحافة الصور، والدراسات الاستقصائية عبر الإنترنت، والمؤتمرات الافتراضية، والتقييمات الذاتية.

## المتابعة
تقوم أدوات التقييم التقليدية والمبتكرة بمتابعة النتائج، بما في ذلك الدراسات الاستقصائية عبر الإنترنت، والمجموعات المركزة، والمقابلات، إضافة إلى استخدام التصميمات شبه التجريبية. تتطور مقاييس محددة للبرنامج، وذلك باستخدام خطوط الأساس، والمعايير الأساسية، والأهداف، والأداء الفعلي. وكمثال، أُنشئ برنامج لوقاية الأقليات من التبغ في أركنساس:
1. خطوط الأساس (عدد مستخدمي التبغ).
2. الأهداف (العدد السنوي للمواضيع التي ساعدت).
3. المعايير الأساسية (العدد الشهري للمواضيع التي ساعدت).
4. الأداء (عدد الأشخاص الذين يتوقفون عن التدخين).

تساعد هذه المقاييس المجتمع في متابعة التنفيذ من خلال مقارنة الأداء بالمعايير الأساسية. وتمكّنهم من إجراء عمليات تصحيح في منتصف المسار.